# Vilemína Luisa Bádenská
Vilemína Luisa Bádenská (německy Wilhelmine Luise von Baden) (10. září 1788 Karlsruhe – 27. ledna 1836 Rosenhöhe) byla dcera dědičného prince Karla Ludvíka Bádenského a jeho manželky Amálie Hesensko-Darmstadtské a jako žena Ludvíka II. Hesenského velkovévodkyně hesenská (von Hessen und bei Rhein).

## Biografie
Vilemína byla posledním z osmi dětí bádenského vévody Karla Ludvíka a jeho ženy Amálie Frederiky Hesensko-Darmstadtské. Princezna byla vychovávána v izolaci od vnějšího světa, vyrůstala ve vřelém a intimním rodinném prostředí. Její starší sestra Karolína se stala bavorskou královnou, další Luisa byla jako Jelizaveta Alexejevna ruskou carevnou (manželka ruského cara Alexandra I., třetí, Frederika, manželkou švédského krále Gustava IV. Adolfa.

### Manželství
19. června roku 1804 se Vilemína provdala v Karlsruhe za hesenského korunního prince, pozdějšího hesenského velkovévodu Ludvíka II. Hesenského.
Milostné aféry jejího manžela způsobily, že manželský pár posléze začal žít odděleně – po narození dvou dětí se Vilemína v roce 1820 usadila na zámku Heiligenberg u Jugenheimu. Podle historicky ověřených zpráv (korespondence řady ministrů, vyslanců i panovníků včetně např. královny Viktorie nebo cara Mikuláše I.) tam záhy navázala milostný poměr se svým komořím Augustem Ludwigem von Senarclens-Grancym; ze vztahu, který lze označit za druhé manželství, se narodily čtyři děti, z nichž však jen dvě se dožily dospělosti. Ludvík II. Hesenský ve snaze uniknout skandálu uznal všechny tyto děti své manželky Vilemíny za svoje.
Senarclens-Grancy je tedy označován za biologického otce Vilemínina druhého syna Alexandra Hesenského, zakladatele domu Battenbergů. Na tomto základě je také považován za „nelegitimního tušeného pána domu Battenbergů“, k jehož potomkům mezi jinými náleží i Philip Mountbatten, vévoda z Edinburghu, manžel britské královny Alžběty II. a otec následníka britského trůnu prince Charlese.
Stejně tak je Senarclens-Grancy považován za otce dcer Vilemíny Luisy – Alžběty (1821–1826), která zemřela v dětském věku, a Marie (1824–1880). V roce 1838 cesarevič Alexandr Nikolajevič (pozdější car Alexandr II.) cestoval po Evropě a hledal manželku; seznámil se s tehdy čtrnáctiletou Marií, zamiloval se do ní a po třech letech (16. dubna 1841) se s ní i přes námitky své matky Alexandry Fjodorovny oženil, jsa si plně vědom skvrny na jejím původu. V té době ovšem již byla Mariina matka Vilemína pět let po smrti.

### Potomci

#### Děti Ludvíka II. Hesenského
- Ludvík III. Hesensko-Darmstadtský (9. června 1806 – 13. června 1877), hesenský velkovévoda od roku 1848 až do své smrti,
⚭ 1833 Matilda Karolína Bavorská (30. srpna 1813 – 25. května 1862)
⚭ 1868 Anna Magdalena Appel (8. března 1846 – 19. prosince 1917), morganatické manželství
- mrtvě narozený syn (*/† 18. srpna 1807)
- Karel Hesenský (23. dubna 1809 – 20. března 1877), ⚭ 1836 Alžběta Pruská (18. června 1815 – 21. března 1885)

#### Děti Augusta von Senarclens-Grancyho
- Alžběta Hesensko-Darmstadtská (20. května 1821 – 27. května 1826), zemřela v útlém věku
- mrtvě narozená dcera (*/† 7. června 1822)
- Alexandr Hesensko-Darmstadtský (15. července 1823 – 15. prosince 1888), zakladatel rodu Battenbergů, ⚭ 1851 Julie von Hauke (12. listopadu 1825 – 19. září 1895)
- Marie Hesenská (8. srpna 1824 – 3. června 1880), ⚭ 1841 Alexandr II. Nikolajevič (29. dubna 1818 – 13. března 1881), ruský car, polský král, finský velkokníže od roku 1855 až do své smrti

## Vývod z předků
|                         |                                      |  |                                     |                                           |  |  |  |  |  |  |  | Karel Vilém Bádensko-Durlašský |
|                         |                                      |  |                                     |                                           |  |  |  |  |  |  |  |                                |
|                         | Fridrich Bádensko-Durlašský          |  |                                     |                                           |  |  |  |  |  |  |  |                                |
|                         |                                      |  |                                     |                                           |  |  |  |  |  |  |  |                                |
|                         |                                      |  |                                     | Magdalena Vilemína Württemberská          |  |  |  |  |  |  |  |                                |
|                         |                                      |  |                                     |                                           |  |  |  |  |  |  |  |                                |
|                         | Karel Fridrich Bádenský              |  |                                     |                                           |  |  |  |  |  |  |  |                                |
|                         |                                      |  |                                     |                                           |  |  |  |  |  |  |  |                                |
|                         |                                      |  |                                     | Jan Vilém Friso                           |  |  |  |  |  |  |  |                                |
|                         |                                      |  |                                     |                                           |  |  |  |  |  |  |  |                                |
|                         | Amálie Nasavsko-Dietzská             |  |                                     |                                           |  |  |  |  |  |  |  |                                |
|                         |                                      |  |                                     |                                           |  |  |  |  |  |  |  |                                |
|                         |                                      |  |                                     | Marie Luisa Hesensko-Kasselská            |  |  |  |  |  |  |  |                                |
|                         |                                      |  |                                     |                                           |  |  |  |  |  |  |  |                                |
|                         | Karel Ludvík Bádenský                |  |                                     |                                           |  |  |  |  |  |  |  |                                |
|                         |                                      |  |                                     |                                           |  |  |  |  |  |  |  |                                |
|                         |                                      |  |                                     | Arnošt Ludvík Hesensko-Darmstadtský       |  |  |  |  |  |  |  |                                |
|                         |                                      |  |                                     |                                           |  |  |  |  |  |  |  |                                |
|                         | Ludvík VIII. Hesensko-Darmstadtský   |  |                                     |                                           |  |  |  |  |  |  |  |                                |
|                         |                                      |  |                                     |                                           |  |  |  |  |  |  |  |                                |
|                         |                                      |  |                                     | Dorotea Šarlota Braniborsko-Ansbašská     |  |  |  |  |  |  |  |                                |
|                         |                                      |  |                                     |                                           |  |  |  |  |  |  |  |                                |
|                         | Karolína Luisa Hesensko-Darmstadtská |  |                                     |                                           |  |  |  |  |  |  |  |                                |
|                         |                                      |  |                                     |                                           |  |  |  |  |  |  |  |                                |
|                         |                                      |  |                                     | Jan Reinhard III. Hanau-Lichtenberský     |  |  |  |  |  |  |  |                                |
|                         |                                      |  |                                     |                                           |  |  |  |  |  |  |  |                                |
|                         | Šarlota z Hanau-Lichtenbergu         |  |                                     |                                           |  |  |  |  |  |  |  |                                |
|                         |                                      |  |                                     |                                           |  |  |  |  |  |  |  |                                |
|                         |                                      |  |                                     | Dorotea Frederika Braniborsko-Ansbašská   |  |  |  |  |  |  |  |                                |
|                         |                                      |  |                                     |                                           |  |  |  |  |  |  |  |                                |
| Vilemína Luisa Bádenská |                                      |  |                                     |                                           |  |  |  |  |  |  |  |                                |
|                         |                                      |  |                                     |                                           |  |  |  |  |  |  |  |                                |
|                         |                                      |  | Arnošt Ludvík Hesensko-Darmstadtský |                                           |  |  |  |  |  |  |  |                                |
|                         |                                      |  |                                     |                                           |  |  |  |  |  |  |  |                                |
|                         | Ludvík VIII. Hesensko-Darmstadtský   |  |                                     |                                           |  |  |  |  |  |  |  |                                |
|                         |                                      |  |                                     |                                           |  |  |  |  |  |  |  |                                |
|                         |                                      |  |                                     | Dorotea Šarlota Braniborsko-Ansbašská     |  |  |  |  |  |  |  |                                |
|                         |                                      |  |                                     |                                           |  |  |  |  |  |  |  |                                |
|                         | Ludvík IX. Hesensko-Darmstadtský     |  |                                     |                                           |  |  |  |  |  |  |  |                                |
|                         |                                      |  |                                     |                                           |  |  |  |  |  |  |  |                                |
|                         |                                      |  |                                     | Jan Reinhard III. Hanau-Lichtenberský     |  |  |  |  |  |  |  |                                |
|                         |                                      |  |                                     |                                           |  |  |  |  |  |  |  |                                |
|                         | Šarlota z Hanau-Lichtenbergu         |  |                                     |                                           |  |  |  |  |  |  |  |                                |
|                         |                                      |  |                                     |                                           |  |  |  |  |  |  |  |                                |
|                         |                                      |  |                                     | Dorotea Frederika Braniborsko-Ansbašská   |  |  |  |  |  |  |  |                                |
|                         |                                      |  |                                     |                                           |  |  |  |  |  |  |  |                                |
|                         | Amálie Hesensko-Darmstadtská         |  |                                     |                                           |  |  |  |  |  |  |  |                                |
|                         |                                      |  |                                     |                                           |  |  |  |  |  |  |  |                                |
|                         |                                      |  |                                     | Kristián II. Zweibrückensko-Birkenfeldský |  |  |  |  |  |  |  |                                |
|                         |                                      |  |                                     |                                           |  |  |  |  |  |  |  |                                |
|                         | Kristián III. Falcko-Zweibrückenský  |  |                                     |                                           |  |  |  |  |  |  |  |                                |
|                         |                                      |  |                                     |                                           |  |  |  |  |  |  |  |                                |
|                         |                                      |  |                                     | Kateřina Agáta Rappoltsteinská            |  |  |  |  |  |  |  |                                |
|                         |                                      |  |                                     |                                           |  |  |  |  |  |  |  |                                |
|                         | Karolína Falcko-Zweibrückenská       |  |                                     |                                           |  |  |  |  |  |  |  |                                |
|                         |                                      |  |                                     |                                           |  |  |  |  |  |  |  |                                |
|                         |                                      |  |                                     | Ludvík Crato Nasavsko-Saarbrückenský      |  |  |  |  |  |  |  |                                |
|                         |                                      |  |                                     |                                           |  |  |  |  |  |  |  |                                |
|                         | Karolína Nasavsko-Saarbrückenská     |  |                                     |                                           |  |  |  |  |  |  |  |                                |
|                         |                                      |  |                                     |                                           |  |  |  |  |  |  |  |                                |
|                         |                                      |  |                                     | Filipína Henrieta z Hohenlohe-Langenburgu |  |  |  |  |  |  |  |                                |
|                         |                                      |  |                                     |                                           |  |  |  |  |  |  |  |                                |